# Провидънс
 Тази статия е за града в Род Айлънд.  За града в Юта вижте Провидънс (Юта).  
Провидънс (на английски: Providence в превод „провидение“) е столицата и най-големият град на щата Род Айлънд в Съединените американски щати.
Има население около 177 000 души (2005) и е с обща площ от 53,2 км² (20,5 мили²). Градът се намира в едноименния окръг Провидънс. Той е вторият град по население в Нова Англия след Бостън.
Провидънс е основан от английския теолог Роджър Уилямс, съосновател на Родайлъндската колония. Днес градът е икономически, културен и политически център на щата Род Айлънд.